# ملاقات شرق با غرب
ملاقات شرق با غرب (به ژاپنی: イースト・ミーツ・ウエスト) یک فیلم ژاپنی به کارگردانی کیهاچی اوکاموتو است که در سال ۱۹۹۵ اکران شده‌است.